# Нібилескея дрібноланцюжкова
Нібилескея дрібноланцюжкова (Pseudoleskeella catenulata) — вид мохів порядку гіпнобрієвих (Hypnales).

## Поширення
Ареал охоплює такі частини світу: Європа, Північна Америка, Азія.
Мох світлолюбний, росте на вапнякових скелях у відкритих і напівзатінених місцях. Однак уникає дуже теплих, відкритих місць на низькій висоті.

## Характеристика

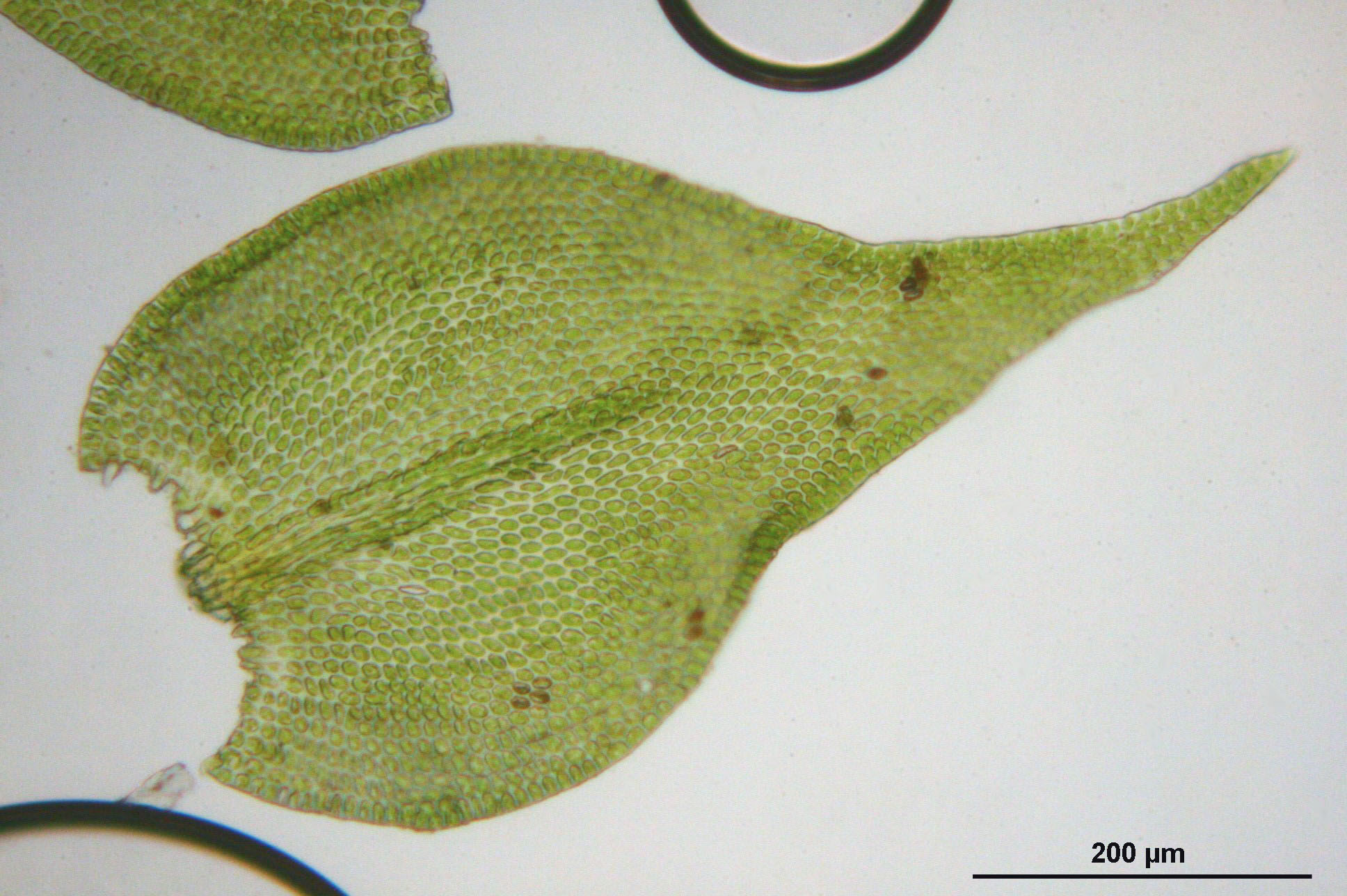

Утворює тонкі, щільні, від оливково-зелених до коричнево-зелених, неблискучі газони. Тонкі рослини з лежачими стеблами довжиною від 3 до 6 сантиметрів нерівномірно розгалужені, частково прямовисні, ниткоподібні гілки густо облистнені. Листки стебла 0.75 мм, коротко- і косо- загострені від широко-яйцюватої злегка зморшкуватої основи, з плоскими і цілісними краями і з міцним ребром, що тягнеться приблизно до середини листа. Листки гілок дрібніші й вужчі, ребро нечітке. Коробочкові ніжки 1.0–1.5 см. Коробочка циліндрична, зігнута і нахилена. Дрібнобугоркові спори мають розмір від 12 до 18 мікрометрів. Однак плодоносить вид дуже рідко.